# Sant Ampèlit
Sant Ampèlit és una capella dedicada al culte de Sant Empèlit al veïnat de Panedes al terme municipal de Llagostera. Fins fa poc anys funcionava la rectoria existent al costat del temple. L'edifici fou reformat i ampliat el 1561, depenia de la parròquia de Sant Feliu de Llagostera. Es tenen notícies de la seva existència en un document de l'any 1362 amb el nom de Santi Polei de Panadesio. Antigament era l'església de Panedes. Inicialment de planta rectangular i d'una sola nau, amb absis semicircular i arcuacions llombardes a l'exterior. La planta actual té forma de creu a causa dels braços laterals construïts en ampliar la capella. La façana presenta una petita porta dovellada i una petita obertura. La coberta és de teula a dues vessants. Les cantonades de les parets portants són amb carreus de pedra i la resta amb pedra morterada i arrebossada.